# ويلبر وود
ويلبر وود (بالإنجليزية: Wilbur Wood) هو لاعب كرة قاعدة أمريكي، ولد في 22 أكتوبر 1941 في كامبريدج في الولايات المتحدة.

## وصلات خارجية
- ويلبر وود على موقع دوري كرة القاعدة الرئيسي (الإنجليزية)
- ويلبر وود على موقعبيزبول رفرنس.كوم (الدوري الرئيسي) (الإنجليزية)
- ويلبر وود على موقعبيزبول رفرنس.كوم (الدوري الثانوي) (الإنجليزية)